# Thân vương quốc Piombino
Lãnh địa Piombino (Signoria di Piombino), và sau năm 1594 là Thân vương quốc Piombino (Principato di Piombino), là một nhà nước nhỏ trên Bán đảo Ý có trung tâm là thị trấn Piombino và bao gồm một phần của đảo Elba. Một chư hầu của Vương quốc Napoli liên kết với Nhà nước Presidios và là lãnh thổ của Đế chế La Mã thần thánh được hình thành từ tàn tích của Cộng hòa Pisa, nó tồn tại từ năm 1399 đến 1805, khi nó được sáp nhập vào Thân vương quốc Lucca và Piombino. Năm 1815, nó được sáp nhập vào Đại công quốc Toscana.